# Іванов Борис Миколайович
Бори́с Микола́йович Іванов (* 9 квітня 1902, Санкт-Петербург — † 20 (чи 15) вересня 1941) — український радянський скульптор.

## Життєпис
Народився у Петербурзі в родині військового моряка, рано залишився сиротою.
1916 року опиняється в Києві, влаштовується робітником у кондитерській. Тут познайомився з робітниками-підпільниками, бере участь у розповсюдженні прокламацій серед солдатів, котрі відправлялися на фронт.
В часі громадянської війни — розвідник і кулеметник у загоні Боженка, на панцернику «Красний ураган» як червоноармієць вів бої за Ніжин і Київ; був сигнальником і кулеметником Дніпровської воєнної флотилії. Був у боях під Лоєвим, Пічками, Трипіллям — на канонерських човнах «Вірний», «Губітельний», «Загрожуючий». Згодом — Чорноморський флот, в загоні тралення та загородження — сигнальник на кораблі «В. І. Ленін», загін розміновує води Чорного моря.
В тому часі захоплюється ліпленням, військове командування його скеровує на навчання до Одеського політехнікуму образотворчих мистецтв, вчився у Бориса Яковлєва — 1924—1929. На другому курсі йому доручили зняти посмертну маску з Григорія Котовського.
Був двадцятип'ятитисячником, здійснював по селах колективізацію. Працював головним художником Міськкомунвідділу Одеси, організатор і директор художнього технікуму в Миколаєві (1930—1934). Після закінчення навчання працював у відділі мистецтва Наркомосу в Харкові, 1933 року переїхав до Києва, займається лише скульптурою.
26 червня 1941 він добровільно вступає до Пінської флотилії, стає кулеметником на моніторі «Житомир». У вересні у районі Голосіївського лісу групу моряків-дніпровців оточили значно більші сили ворога. Коли скінчились гранати і патрони, Іванов, двічі поранений, останньою гранатою підірвав себе разом з гітлерівцями — про це повідомив у спогадах Олексій Ізмалков, колишній головний художник ВМФ СРСР, моряк Волзької військової флотилії. Таким чином Іванов входив до складу так званого 2-го сухопутного загону ПВФ чисельністю 300—400 чоловік, що складався з особового складу екіпажів загиблих кораблів ПВФ та боронив рубежі Київського укріпрайону поблизу Голосіївського лісу під час другого німецького штурму Києва. Але проти цієї версії свідчить той факт, що бої на рубежах КиУР, у тому числі в Голосіївському лісі, закінчилися 19 вересня, коли Червона Армія залишила місто Київ. Найбільш вирогіднішою версією загибелі Іванова Б. М. є дані про його смерть під містечком Бориспіль на Лівобережжі 20 вересня, де в той день йшли запеклі бої моряків-дніпровців з ворогом.

## Творчість
- 1929 — «Воєнмор»,
- 1935 — «Снайпер»,
- 1938 — «Моряки», відміченого I-ю премією на VI Всеукраїнській художній виставці
- 1939 — «В. П. Чкалов», зберігається в Національному художньому музеї України,
- 1940 — Паркова статуя льотчика Чкалова, встановлена у Києві,
- 1941 — Пам'ятник Котовському, Котовське,
- «Г. І. Котовський»,
- портрет Г. Петровського,
- портрет П. Постишева,
- портрет актора М. Щепкіна.

## Пам'ять
У 1965 році в Києві на будинку № 6 пл. Калініна, нині Майдан Незалежності, було встановлено меморіальну дошку.
```
  
Художники, які загинули в боротьбі
 

проти німецько-фашистських загарбників

       
у 1941-1945 роках

    
Вербицький Лазар Якович

    
Горілий Павло Петрович

    
Донченко Євген Семенович

    
Іванов Борис Миколайович

    
Кияшко Євген Іванович

    
Нерубенко Володимир Федорович

    
Пивоваров Григорій Леонідович

    
Приходько Яків Степанович

 
Брати по мистецтву, ви завжди з нами.
```